# پوی دو دم
پوی دو دم (فرانسوی: Puy de Dôme‎) یک گنبد گدازه بزرگ و آتشفشان جوان است که در ماسیف سانترال فرانسه واقع شده‌است.
این منطقه همچنین بخش‌هایی برای گردشگری دارد و اخیراً نیز قسمت‌هایی از آن در مسیر تور دو فرانس قرار گرفته‌است.